# Дан учионица без зидова
Дан учионица без зидова или Дан отворених учионица (енгл. Outdoor Classroom Day) глобална је кампања која слави и инспирише учење кроз игру на отвореном. На овај дан хиљаде школа широм света одржава часове изван учионица, на отвореном, у природи. Да би школе могле да учествују у дану који одговара њиховој клими и терминима, глобална кампања има два датума сваке године. 
23. мај и 7. новембар су датуми резервисани за 2019. годину.
У 2018. години учествовало је преко 3,5 милиона деце у преко 100 земаља света. 

## Почетак – идеје
Дан отворених учионица као идеја започео је 2012. године, када је неколико школа у Лондону у Енглеској одлучило да изводи часове изван учионице. У 2016. години организација Dirt is Good се удружила са једном од оснивачких организација Project Dirt, да би тако настала национална кампања која је постала глобална кампања обележавана широм планете.
Данас Дан отворених учионица води волонтерска организација Semble (некадашњи Project Dirt) из Енглеске.

## Мисија
Кампања има мисију да промени свест о томе како би требало да изгледа учење деце кроз игру на отвореном и које бенефите оно има на сам процес учења и на здравље деце. 
Како вратити деци њихово детињство и како их од пасивних слушалаца преобратити у активне истраживаче света око себе, у љубитеље природе и здравог живота? Сваке године и то два пута годишње одговор на ова питања даје све већи број људи и деце укључених у ову глобалну кампању. Бројке се могу пратити на званичном сајту.
Људи би требало да схвате/увиде:
- Да је провођење времена на отвореном једнако важно за развој деце као учење читања и писања
- Како учење изван учионице активира децу на спектакуларан начин
- Да је игра на отвореном кључ за побољшање здравља, добробити и среће код деце
- Да игра на отвореном није "нешто што је лепо да се деси", она је неопходна за правилан раст и развој деце.

## Регистрација
Кампањи се могу прикључити наставници са својим ученицима, чак и родитељи са својом децом, као и партнери (фирме, установе...). Пријављивање је једноставно, путем линка на самом сајту кампање. Свакако пријављивање није услов за реализацију ове, сада већ глобалне идеје. Сама идеја је да се све активности учења и игре напољу са децом спроводе свакога дана у години, а не само 2 дана током кампање, и све то, наравно, на корист деце.
Сви регистровани чланови сваке године помажу кампању проширујући је новим идејама на увек исту тему – како корисно и забавно проводити време напољу са децом и учити их кроз игру. Зато данас на ову тему имамо велики број материјала, идеја за планирање извођења наставе на отвореном.   

## Циљеви кампање
Кампања траје два дана годишње са циљем да се пренесе и на све друге дане у години, када год је могуће наставу изводити изван учионице. Настава подразумева учење кроз игру. 
- Свако дете требало би да има 90 минута играња на отвореном сваки дан
- Свака школа требало би да одржава часове на отвореном сваке седмице - учење у стварном свету
- Свака породица би требало да један део сваког дана посвети игри на отвореном.

## Шта сви можемо учинити у корист наше деце
Свако може да учини нешто да би деца искусила благодети игре и учења на отвореном.
- За неке школе, Дан учионице без зидова је прилика да се први пут окушају у реализовњу наставе изван учионица. За наставнике који редовно одводе ученике на отворено, дан ће бити прослава онога што већ раде и прилика да се инспиришу друге школе широм света да се укључе.
- Родитељи могу охрабрити школу свог детета да се укључи у ову кампању, али да исто то предузму и код своје куће и да инспиришу друге родитеље да учине исто.
- Предузећа могу размишљати о томе како ће подржати локалне пројекте који подстичу учење и игру деце на отвореном.

Свако ко брине о детињству може да помогне у ширењу идеје о важности учења и игре на отвореном. За већину, Дан учионице без зидова ће деловати као идејни покретач за више времена проведеног на отвореном сваки дан уз учење кроз игру.